# Acratocnus
Genre
Acratocnus est un genre éteint de paresseux terrestre qui a vécu à Cuba, Hispaniola et Porto Rico lors du Pléistocène supérieur et au début de l'Holocène. Ils vivaient à la surface du sol alors que les espèces actuelles de paresseux vivent dans les arbres.

## Description
Les espèces d’Acratocnus pesaient entre 25 et 65 kg et étaient ainsi beaucoup plus grandes que les espèces actuelles de paresseux, telles que Choloepus et Bradypus, qui n’excèdent pas 9 kg. Les diverses espèces d’Acratocnus sont considérées comme semi-arboricoles à cause de leur relative petite taille et de leurs grandes griffes.

## Classification
Comme tous les paresseux des Caraïbes, Acratocnus est un membre de la famille des Megalonychidae, dont le seul genre existant de nos jours est Choloepus.

## Habitat
Les espèces d’Acratocnus ont été découvertes dans les îles de Porto Rico, Cuba et Hispaniola. Elles habitaient dans les forêts des régions montagneuses. Le paresseux terrestre de Porto Rico, Acratocnus odontrigonus, est connu grâce à des fouilles de grottes. Ces découvertes ont été peu documentées.

## Extinction
Comme dans de nombreux cas de fossiles de paresseux, l’Acratocnus n’a pas été daté de façon précise. On pense que les espèces d’Acratocnus de Porto Rico et d’Hispaniola ont survécu pendant le Pléistocène supérieur mais ont disparu lors de l’Holocène. Le Megalocnus rodens de Cuba semble avoir vécu jusqu’à 6 000 ans avant Jésus Christ et le dernier survivant des paresseux terrestres des Antilles, Neocnus comes, qui vivait à Hispaniola, a survécu jusqu’il y a –5000 a.v J-C., d’après les datations au carbone 14. Les causes de leur disparition semblent être les changements climatiques et la chasse par l’homme.

## Liste des espèces
Selon Rega, McFarlane, Lundberg & Christenson, 2002
- Acratocnus (Acratocnus) Anthony, 1916
  - Acratocnus odontrigonus Anthony, 1916
  - Acratocnus ye MacPhee, White & Woods, 2000
- Acratocnus (Miocnus) Matthew 1919
  - Acratocnus antillensis Matthew, 1931
  - Acratocnus simorhynchus Rega, McFarlane, Lundberg & Christenson, 2002

## Publication originale
- Anthony, 1916 : Preliminary report of fossil mammals from Porto Rico, with descriptions of a new genus of ground sloth and two new genera of hystricomorph rodents. Annals of the New York Academy of Sciences, vol. 27, p. 193–203.